# Ishemija
Ishemija je naziv za smanjen protok krvi kroz neke organe ili dijelove tijela zbog spazma ili organske opstrukcije krvne žile.

## Opće informacije
Ishemija (ICD-10 - tarifni broj I20-I25) je opasno patološko stanje koje se javlja u slučaju naglog slabljenja protoka krvi u ograničenom području tjelesnog tkiva. Takav nedostatak dovodi do poremećaja metaboličkih procesa i može također uzrokovati poremećaje u funkcioniranju pojedinih organa. Pojedinačna tkiva ljudskog tijela pokazuju različite reakcije na nedovoljnu opskrbu krvlju. Najranjiviji su vitalni organi kao što su srce i mozak. Strukture kostiju i hrskavice manje su osjetljive na ograničavanje protoka krvi.